# Atrichopogon akizukii
Atrichopogon akizukii är en tvåvingeart som beskrevs av Tokunaga 1940. Atrichopogon akizukii ingår i släktet Atrichopogon och familjen svidknott. Inga underarter finns listade i Catalogue of Life.